# American Journal of Transplantation
American Journal of Transplantation è una rivista medica mensile sottoposta a revisione paritaria, pubblicata dalla casa editrice Elsevier per conto dell'American Society of Transplant Surgeons e dell'American Society of Transplantation. Tratta la ricerca su tutti gli aspetti che riguardano il trapianto di organi. Ogni numero offre una formazione continua di tipo medicale mediante la rubrica Images in Transplantation, basata su casi pratici.

## Storia
La rivista è stata fondata nel 2001. Il primo redattore era Philip F. Halloran (Università dell'Alberta). Nel 2010 gli è succeduto Allan D. Kirk (Duke University).
Dal 2011 al 2015 è stata pubblicata una versione più breve e in lingua ceca della rivista, con cadenza trimestrale, contenente una selezione di cinque articoli pubblicati originariamente sull'American Journal of Transplantation. Il redattore locale era Ondrej Viklický (Istituto di medicina clinica e sperimentale, Praga).
Nel 2020 Sandy Feng è diventata la nuova caporedattrice capo della rivista.

## Supplementi
La rivista pubblica un supplemento annuale intitolato Organ Procurement and Transplantation Network and Scientific Registry of Transplant Recipients Annual Data Report ("Rapporto annuale sui dati della rete per il reperimento e il trapianto di organi e del registro scientifico dei riceventi di trapianti"), che è una raccolta di dati sui pazienti sottoposti a trapianto.
Un altro supplemento annuale è la raccolta degli abstract presentati all'American Transplant Congress.
Un terzo supplemento annuale è intitolato ASTS State of the Art Winter Symposium (Simposio invernale dell'ASTS sullo stato dell'arte [della ricerca]): pubblicato a gennaio, contiene il programma, gli abstract e altre informazioni sul simposio.
Inoltre, la rivista ha anche pubblicato quattro supplementi dal titolo Infectious Diseases Guidelines (Linee guida contro le malattie infettive). Sono stati pubblicati nel 2004, nel 2009, nel 2013, e nel 2019.

## Indicizzazione
Gli abstract e gli articoli della rivista sono indicizzati da:
- Academic Search
- Elsevier BIOBASE
- CAB Abstracts
- CAB Health
- CABDirect
- Chemical Abstracts Service
- CSA Biological Sciences Database
- CSA Environmental Sciences & Pollution Management Database
- Current Contents/Clinical Medicine
- EMBASE
- Health Economic Evaluations Database
- Dietary Supplements
- Index Medicus/MEDLINE/PubMed
- Science Citation Index Expanded
- Veterinary Bulletin.

Secondo il Journal Citation Reports, nel 2017 la rivista ha ricevuto un fattore di impatto pari a 6,493, collocandosi al secondo posto fra 25 riviste nella categoria "Trapianti"  e al sesto posto fra 200 riviste nella categoria "Chirurgia". Nel 2024, il fattore di impatto è stato pari a 8.4 e la rivista si è posizionata nel primo quartile della categoria "Trapianti".

## Articoli notevoli
- Danovitch G, Shapiro M, Lavee J. Am J Transplant 2011;11:426-428 (accuse di prelievo forzato di organi da praticanti del Falun Gong in Cina)
- F. Ambagtsheer e W. Weimar, A Criminological Perspective: Why Prohibition of Organ Trade Is Not Effective and How the Declaration of Istanbul Can Move Forward, in American Journal of Transplantation, vol. 12, n. 3, 2011,  pp. 571–75, DOI:10.1111/j.1600-6143.2011.03864.x. (mercato nero, traffico di organi)
- Ichii H, Inverardi L, Pileggi A, Molano RD, Cabrera O, Caicedo A, Messinger S, Kuroda Y, Berggren PO, Ricordi C, A novel method for the assessment of cellular composition and beta-cell viability in human islet preparations, in American Journal of Transplantation, vol. 5, n. 7, 2005,  pp. 1635–45, PMID 15943621. (isole di Langerhans)
- (EN) Miller, et al., Herpes Simplex and Varicella Zoster Viruses: Forgotten but Not Gone., in American Journal of Transplantation, vol. 7, n. 4, 2007,  pp. 741-747. (esofagite erpetica)